# The Front Room
The Front Room è un film del 2024 scritto e diretto da Max e Sam Eggers al loro esordio alla regia. 
La pellicola è l'adattamento cinematografico dell'omonimo racconto di Susan Hill.

## Trama
La gravidanza di Belinda, una giovane antropologa afroamericana, è lungi dall'essere serena: si licenzia dal dipartimento che la bistratta, è tormentata dal lutto per Wallace, il suo primogenito morto in fasce, e somatizza la tensione in episodi di sonnambulismo. Il marito Norman, un avvocato d'ufficio, riceve la notizia della morte del padre e la coppia si reca al funerale. Qui incontrano Solange, la matrigna di Norman, una fanatica religiosa che lo ha cresciuto con il pugno di ferro, causandone l'allontanamento dalla famiglia. Anziana e disabile, Solange offre a Norman di lasciargli una cospicua eredità qualora lui e la moglie la accogliessero in casa propria per il tempo che le resta. Afflitto da preoccupazioni economiche, Norman accetta a malincuore. 
Solange esige la stanza che Brandy e Norma hanno preparato per la nascitura e l'anziana signora non lesina commenti razzisti e frequenti episodi di incontinenza urinaria e fecale. Rimpiazza il mobilio della coppia con il proprio, trasforma il salotto degli Irwin nella sede del suo circolo di preghiera e disturba la tranquillità domestica con le sue trance, che attribuisce a possessioni da parte dello Spirito Santo. Belinda dà alla luce la figlia Laurie (il nome è stato imposto da Solange) e la neo-mamma va su tutte le furie con il marito quando scopre che Norman ha accettato le richieste della loro ospite sul mobilio e tutto il resto. Durante un litigio, Solange si lancia contro un tavolo e dice a Norman di essere stata spinta dalla nuora.  
Con il passare del tempo, Norman si schiera sempre più spesso dalla parte della matrigna; anche la piccola Laurie sembra preferire la nonna alla madre, di cui rifiuta il seno. Norman accusa Brandy di aver morso la figlia, ma la donna riesce a convincerlo che la colpevole è Solange: il morso infatti è stato lasciato chiaramente da una persona sdentata. Norman allora confronta Solange, che passa la notte invocando la morte a gran voce. La mattina dopo gli Irwin trovano Solange morta e la fanno cremare. 
Belinda e Norman cominciano una nuova vita con i soldi di Solange: lei è nuovamente incinta e insieme al marito si prepara a trasferirsi in una nuova casa. A un colloquio di lavoro a Belinda viene chiesto come abbia fatto a sopportare di stare in casa con una neonata e la suocera e un flashback rivela che è stata lei a uccidere Solange quella notte, soffocandola con un cuscino. 

## Produzione
Nell'agosto 2022 è stato annunciato che Max e Sam Eggers, fratelli di Robert, avrebbero scritto e diretto un film con Brandy Norwood, Kathryn Hunter ed Andrew Burnap.

## Promozione
Il primo trailer del film è stato diffuso il 20 giugno 2024.

## Distribuzione
Il film è stato distribuito nelle sale statunitensi il 6 settembre 2024.

## Accoglienza

### Incassi
Il film ha incassato poco più di 3,1 milioni di dollari.

### Critica
Su Rotten Tomatoes 69 critici esprimono un gradimento del 41% con un voto medio di 4.9/10; su Metacritic il voto medio di 22 critici è 49/100.